# オブジェクト指向
オブジェクト指向（オブジェクトしこう、英: object-oriented）は、ソフトウェア開発とコンピュータプログラミングのために用いられる考え方である。元々は特定のプログラミングパラダイムを説明するために考案された言葉であり、その当時の革新的技術であったGUI（グラフィカル・ユーザーインターフェース）とも密接に関連していた。明確な用語としては1970年代に誕生し、1981年頃から知名度を得て、1986年頃からソフトウェア開発のムーブメントと化した後に、1990年頃にはソフトウェア開発の総合技術としての共通認識を確立している。ソフトウェア開発における一つの標語のような扱い方もされている。

オブジェクトとは、プログラミング視点ではデータ構造とその専属手続きを一つにまとめたものを指しており、分析/設計視点では情報資源とその処理手順を一つにまとめたものを指している。データとプロセスを個別に扱わずに、双方を一体化したオブジェクトを基礎要素にし、メッセージと形容されるオブジェクト間の相互作用を重視して、ソフトウェア全体を構築しようとする考え方がオブジェクト指向である。

## オブジェクト指向の来歴

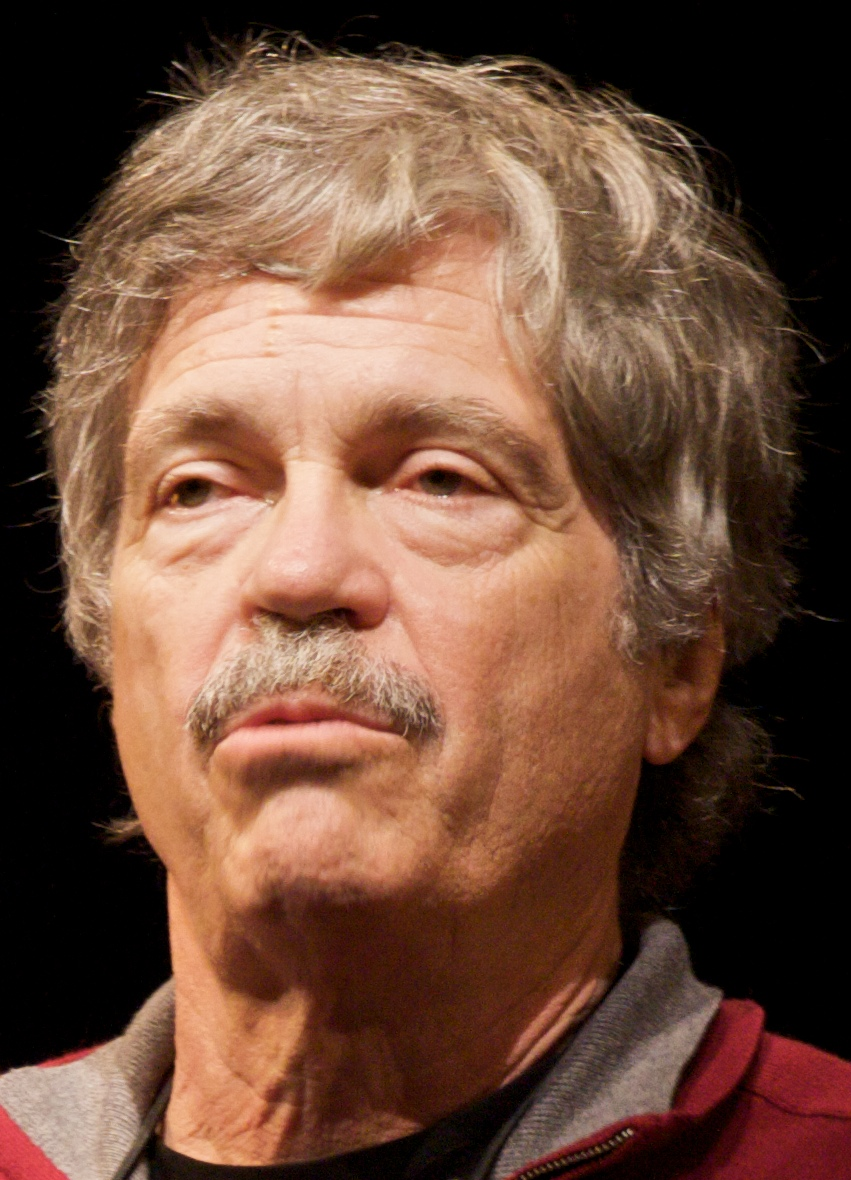
アラン・ケイ

### オブジェクト指向プログラミングの発案
オブジェクト指向（object-oriented）という言葉自体は、1972年から80年にかけてプログラミング言語「Smalltalk」を開発したゼロックス社パロアルト研究所の計算機科学者アラン・ケイが、その言語設計を説明する過程で誕生している。本人の述懐によると、大学院時代のケイがプログラミング言語「Simula」に感化されて日夜プログラミング・アーキテクチャの思索に耽っていた1967年頃、今何をしているのかと尋ねてきた知人に対して「object-oriented programmingだよ」とその時の造語で答えたのが原点であるという。このオブジェクト指向が知名度を得るようになったのは1981年頃からであり、当時の著名なマイコン専門誌BYTEによるSmalltalkの誌上紹介が契機になっている。オブジェクト指向の中でケイはメッセージングという考え方を重視していたが、世間の技術的関心はクラスとインスタンスの仕組みの方に集まり、オブジェクト指向の解釈はケイの考えとは異なる方向性で推移していった。クラスを初めて導入した言語はSimulaの1967年版だったので、こちらも後付けでオブジェクト指向の源流に位置付けられることになった。Simulaに結び付けられたオブジェクト指向と、Smalltalkで提唱されたオブジェクト指向の性格は全く異なるものだったので、後のオブジェクト指向の解釈に数々の齟齬を生じさせている。1983年に計算機科学者ビャーネ・ストロヴストルップがSimulaをモデルにした言語「C++」を公開し、このC++が人気を博した事や、Smalltalkでも実際の開発に対応するためにSimulaスタイルの継承などの機能が取り入れられたことで、オブジェクト指向プログラミングはSimulaスタイルの方で認識されるようになった。

### オブジェクト指向開発の始動
1986年からACM（計算機協会）がOOPSLA（オブジェクト指向会議）を年度開催するようになり、オブジェクト指向はコンピュータサイエンスの一つのムーブメントになった。OOPSLA初期のチェアパーソンは、Smalltalkが生まれたゼロックス社パロアルト研究所のフェローが務めることが多かった。Smalltalkは正確にはプログラミング言語とGUIフレームワークを合わせた統合開発運用環境であり、ゼロックスAlto機上のOSまたはミドルウェアとして制作されていた。ゼロックスAltoはGUIを初めて汎用的にサポートしたコンピュータとOSであり、かのスティーブ・ジョブスを啓発してMacintoshのモデルになったことはよく知られている。1980年代前半のコンピュータ界隈は、CUI（キャラクタ・ユーザーインターフェース）からGUI（グラフィカル・ユーザーインターフェース）への過渡期であったので、すでにプログラミングパラダイムとGUIデザイン理論をミックスさせていたオブジェクト指向は、その当時における次世代的なソフトウェア開発技術になり得るものとして関心を集めていた。
また別の背景としては、1970年代からの主流である構造化開発が拡張を続けていた中で、様々なデータ構造図やデータフロー図の技法およびデータモデリングの手法がやや乱立気味になっていたという事情があり、その見直しを兼ねて一からの仕切り直しによるソフトウェア開発技術の標準化（standardization）を図りたいとする産業界や計算機科学界の思惑もあった。オブジェクト指向はそのためのスローガンとしても最適であった。こうした経緯から技術的以外の意味も与えられたオブジェクト指向は同時にバズワード化することにもなっている。構造化開発が機能を中心にして機能とデータ構造を個別にデザインする段階的詳細化を基礎にしていたのに対し、オブジェクト指向はデータと機能を一つにまとめたobjectをソフトウェアデザインの中心にした上でエドガー・ダイクストラ発案の抽象データ構造及びバーバラ・リスコフ提唱の抽象データ型を基礎にしていた。これは前述のSimulaスタイル由来である。オブジェクト指向開発（object-oriented development）という言葉を最初に引用したのは、1986年のソフトウェア技術者グラディ・ブーチであったとされる。その最初の活用対象になったのは、データベース開発とオペレーティングシステム開発およびユーザーインターフェース設計であった。

### オブジェクト指向方法論の進展
OOPSLAの開催と連動してまずオブジェクト指向設計（OOD）とオブジェクト指向分析（OOA）が立ち上げられた。これは構造化開発のSDとSAに倣っていた。1980年代後半からOOPSLA界隈の識者たちによって様々な分析メソッドと設計メソッドが発表されるようになった。この分析/設計メソッドから導出される概念モデルを、形式的にチャート化ないしダイアグラム化するという作業がモデリングであり、構造化開発でも機能モデルやデータモデルや実体関連モデル（ER図）などが存在していたが、抽象化を尊ぶオブジェクト指向開発では特にこのモデリングが重視されたのが特徴である。1988年のオブジェクト指向システム分析（OOSA）、1990年からのCoad&Yourdon法、1991年のBooch法とオブジェクトモデル化技法（OMT）、1992年のオブジェクト指向ソフトウェア工学（OOSE）、1993年のフュージョンメソッドとMartin&Odell法といった数々のオブジェクト指向方法論（object-oriented methodology）によるモデリング手法が発表され、いずれも形式言語化されていたのでオブジェクト指向では、モデリング言語とプログラミング言語が並んでソフトウェア開発の両輪になった。
1990年前後から認知されるようになったオブジェクト指向方法論とは、要求分析・概念設計・モデリング・プログラミングといった一連の工程を総括的に形式化した理論体系であり、ソフトウェア開発の総合技術としてのオブジェクト指向を体現していた。1994年にモデリング言語をプログラム設計に直接適用したGOFデザインパターンが初回発表された。Booch法とOMTとOOSEの考案者（スリーアミーゴス）は、後のIBMブランドになるラショナルソフトウェアで合流して統一モデリング言語（UML）を制作し、1995年のOOPSLAで初回発表した。オブジェクト指向はソフトウェア開発工程の分野にも広がり、モデル駆動工学、ドメイン固有言語、リファクタリング、アジャイルソフトウェア開発といった数々のトピックもOOPSLAから誕生している。IBMラショナルはオブジェクト指向開発工程フレームワークを標榜するラショナル統一プロセスを2003年に公開した。
1989年にはIBM社、Apple社、ヒューレットパッカード社、サンマイクロシステムズ社、アメリカン航空などの11社がコンピュータ産業共同事業団体OMG（Object Management Group）を設立した。その主な目的は、企業システムネットワークの基盤になる分散コンピューティングを構築するための分散オブジェクト設計の標準化を図ることであった。ここでのオブジェクトもデータとメソッドの複合体と定義されていた。1991年に分散オブジェクトの規格パラダイムとなるCORBAが発表された。1997年にOMGの標準モデリング言語はUMLに策定された。モデリングの形式体系化に力を注いでいたOMGはモデル駆動工学のメソッド確立を進めて、2001年にモデル駆動アーキテクチャを発表している。

## オブジェクト指向の種類
- オブジェクト指向プログラミング - 1970年代から
- オブジェクトデータベース - 1980年代から
  - オブジェクト関係データベース - 1990年代から
- オブジェクト指向オペレーティングシステム（英語版） - 1980年代から
- オブジェクト指向ユーザーインターフェース（英語版） - 1980年代から
  - オブジェクト指向ユーザーエクスペリエンス - 2010年代から
- オブジェクト指向設計 - 1980年代から
- オブジェクト指向分析 - 1980年代から
- オブジェクト指向モデリング - 1980年代から
- オブジェクト指向方法論 - 1990年代から
  - Meyer法（オブジェクト指向ソフトウェア構築 - OOSC）
  - Shlaer and Mellor法（オブジェクト指向システム分析 - OOSA）
  - Wirfs-Brock法（責任駆動設計 - RDD）
  - Coad and Yourdon法
  - Booch法
  - オブジェクトモデル化技法（OMT）
  - オブジェクト指向ソフトウェア工学（OOSE）
  - Gibson and Goldberg法（オブジェクト動作分析 - OBA）
  - フュージョンメソッド　←　Booch法・RDD・OMT・OOSE
  - Martin and Odell法
  - Graham法（意味論オブジェクトモデル化導入論 - SOMA）
  - Henderson-Sellers法（オブジェクト指向システムソフトウェア工学方法論 - MOSES）
  - 統一モデリング言語（UML）←　Booch法・OMT・OOSE
  - Openモデリング言語（OML）←　フュージョンメソッド・SOMA・MOSES
  - オブジェクト工学プロセス（OEP）←　UML・OMT・OOSE
  - ラショナル統一プロセス（RUP）←　UML・OMT・OOSE
- オブジェクト指向存在論（英語版） - 哲学分野

## アラン・ケイのオブジェクト指向とは

### 1980年代の言及
1989年に発表された「User Interface A Personal View」という記事の中でアラン・ケイは、Smalltalkのオブジェクト指向性は大変示唆的であると前置きした上で、そのプログラミング言語でのOOPと、そのGUIフレームワークでのOOUIを照応させながらこう述べている。これは人とコンピュータの対話形式としてのオブジェクト指向に沿ったものになっている。1970年代から80年代にかけてのオブジェクト指向は、GUI（グラフィカルユーザーインターフェース）と半ば表裏一体で扱われていたという技術史背景がある。
これは認知心理学のアフォーダンスにつながる考え方と解釈されている。その説明の中でケイは、Smalltalkプログラミングを抽象シンボル舞台と形容しており、GUIフレームワークを具象ユーザーインターフェース舞台と形容している。前者の抽象シンボル舞台では、我々は最初にオブジェクトの名前（識別子）をコーディングし、次にそのオブジェクトが実行する「なにか」を伝えるメッセージをコーディングすることになる。後者の具象ユーザーインターフェース舞台では、我々は最初に操作する対象（アイコン）を選択し、次にその対象が提供する「なにか」のメニュー欄を表示選択することになる。この双方を踏まえた上でケイはこう結論している。
80年代前半までのオブジェクト指向はプログラミングとGUIの融合思想と言った方が適当であり、オペレータがプログラミングでカスタマイズした結果をGUIビュー環境でほぼ同時に確認できるという特性は、コマンドライン実行とキャラクタ文字環境が当然であった時代において革新的であった。プログラミングはコンピュータとの潜在的な対話であり、GUIは顕在的な対話であると形容されている。長じてアイコン選択とメニュー処理を適宜に連携させるGUIの考え方をプログラミングにも応用したものが、後述のオブジェクトとメッセージ式になっている。

### 1990年代の言及
1992年にACMからプログラミング言語史編纂の一環として執筆を依頼されたアラン・ケイは、翌93年の「The Early History Of Smalltalk」でオブジェクト指向の原点としてのSmalltalkについて解説している。冒頭の序章で設計理念が説明され、第一章から第三章まではその着想元になったバロースB5000、Sketchpad、Simula、Flex machine、LISPなどの技術史が記され、第四章から第六章まではSmalltalkの開発史が綴られている。ここでは序章から特徴的な要点のみを抜粋する。
再帰構成すなわち再帰の概念は、後続文にも繰り返し登場している。もっとも再帰は一般知識であり、例えばジョン・マッカーシーもLISPの設計をrecursive functions of symbolic expressions and their computation by machine.（記号式の再帰関数群と機械によるその計算）と概略していた。メッセージ交換は、徹底的な疎結合および情報隠蔽を示唆している。
ケイが理想とする計算の総体可能性の反対である劣化要素への分割とは、いわゆる型システムの導入を指している。他の論考でもケイは特に静的な型システムに対して否定的な見解を示していた。

第四章では、Smalltalkの言語仕様が六つに概略されている。
この和訳は以下のようになるが、ここでは長い説明を避けて特徴的な要点のみを解説する。
1. すべてはオブジェクトである。
2. オブジェクトはメッセージの送信と受信によってコミュニケーションする。
3. オブジェクトは自身の記憶を持つ。
4. すべてのオブジェクトはクラスのインスタンスである。クラスもまたオブジェクトである。
5. クラスはその各インスタンスで共有される振る舞いを保持する。振る舞いとはプログラムリスト・オブジェクトである。
6. プログラムリストの評価では、制御は最初のオブジェクトに渡され、残りはそのメッセージとして扱われる。

(2)は様々に解釈されるが、コミュニケーションするオブジェクトは、プロセスやアクターとしての性格が強くなる。(3)の記憶は簡単に言うとフィールドやプロパティや属性であるが、オブジェクトの振る舞いを制約するための私的環境を示唆している。(4)は、クラスもまたメタクラスのインスタンス化であるという再帰構成を示唆している。(5)の振る舞いは簡単に言うとメソッドであるが、LISPのフォームリストに似たオブジェクトとして保持されることを示唆している。(6)は、式内のオブジェクトはその時の並べられた順序によって、いずれもがコントローラ（関数式）になり、いずれもがそれへのメッセージ（引数）になることを示唆している。

### 2000年代の言及
2003年にアラン・ケイはオブジェクト指向の貢献でチューリング賞を受賞し、知人から改めてオブジェクト指向の意味を尋ねられたケイは以下のようにメール返信している。このメールは60年代末からの構想をさり気なく簡潔にまとめたものとしてしばしば引用される。ここでは文章順に各要点を抜粋していく。
上記はケイ本来のオブジェクトの在り方を述べたものであり、特に解説はしない。
ここでプログラムからデータを取り除きたいという考えが提示されている。
ここでの代数は、プロセス代数か、プログラミングに適用した代数的構造とも解釈できる。
メッセージングは造語に近く、メッセージパッシングに類似の概念であり、ただのリモートプロシージャコールとは異なることが明言されている。ステートプロセスは、データとコードの一元化概念であり、これも造語である。遅延バインディングは、シンボルと実体の結合をランタイムで決定する概念である。
ここで抽象データ型に対しての、非データ手順（non-data-procedure）というワードが登場する。振る舞いを通してデータを扱うというデータ抽象の概念を、更に抽象化したものが非データであり、代数学で言う写像だけでデータを表現するという概念を指している。これにケイの生物学専攻を背景にしたバイオ/ネット（bio/net）なる考えが加えられている。
非データ手順（non-data-procedure）に関連付けられるものとしては、代数的構造、圏論の射や関手の構造、Futuresとpromises、ポイントフリースタイル、プロセス代数、アクターモデル、自由モナドなどが挙げられる。
ここで歴史に戻る。1970年前後になるとソフトウェア危機としても語られるプログラム規模拡大に対応するために、サブルーチンとデータをまとめたプログラムモジュールという機能が登場した。それと同時期の1967年にオルヨハン・ダールらはクラスという機能を備えたSimula67を開発し、1969年からエドガー・ダイクストラは抽象データ構造という概念を備えた構造化プログラミングを提唱した。1974年からIBM社中心の研究者たちが構造化分析/設計と総称される技法を発表し、構造化プログラミングはこちらに取って代わられた。1972年からアラン・ケイはメッセージングという概念を備えたオブジェクト指向を誕生させている。オブジェクト指向は後にクラス・パラダイムにマウントされている。
構造化設計は、サブルーチン複合体とデータ構造を扱っている具象データ（concrete data）技術である。Simula発のクラスとダイクストラ発の抽象データ構造は、プログラムモジュールにカプセル化・継承・多態性を備えて抽象体として扱おうとする抽象データ（abstract data）技術である。そしてアラン・ケイ本来のオブジェクトとは、プログラムモジュールを生物学と代数学の観点から再解釈した非データ（non data）技術であった。構造化開発は1980年代までの主流であり、続けてオブジェクト指向が主流になったが、現在においてもクラスをただのデータとメソッドの複合体として扱っているようなオブジェクト指向は、構造化開発と大差ないものになり「具象データ」から「抽象データ」への思考転換の難しさを物語っている。モジュールの抽象化が提唱され始めたのは1970年代であったが、同時期にアラン・ケイは「抽象データ」を更に抽象化した「非データ」を構想していた。

### 2020年の言及
Q&AサイトのQuoraで「1966～67年のオブジェクト指向という造語を発したアラン・ケイに誰かが影響を与えていたのか？」という質問に対して本人がこう回答している。なお、強調されている“rotation”は「The Early History of Smalltalk」などにその経緯が記された1966年頃の彼自身による“オブジェクト”の、特にソフトウエアの基本構成単位としての発見（念のため、この時点ではSimulaはまだ「オブジェクト」ではなく後述のように相当するエンティティを「プロセス」という用語で表現していた）とその後の彼の中での発想の大転換を意味する。